# 维尔茨堡踢球者
禾斯貝加踢球者足球俱乐部注册协会（德語：Fußball-Club Würzburger Kickers e. V.）简称禾斯貝加踢球者，是德国下弗兰肯行政区首府维尔茨堡的一家传统足球俱乐部。该俱乐部成立于1907年，并自那时起采用白色和红色作为主色调，这也衍生出了其“红裤子”（Rothosen）的昵称。
该俱乐部有一个曲折的历史。自从在随后几年参加20世纪初期的德国顶级联赛直至在1977-78赛季晋升至德乙联赛，期间球队曾长经历了漫长的业余足球时期。踢球者的最后一项重大成就是夺得2014年的巴伐利亚杯冠军以及通过在2015年的巴伐利亚地区联赛排名榜首而夺得巴伐利亚业余冠军。这使它得以参加通往德丙联赛的升级附加赛，在主客场两回合的比赛中，踢球者艰难淘汰萨尔布吕肯，从而升级至2015–16赛季德丙联赛。2019–20赛季德丙联赛最終排名第二，由於第一名拜仁慕尼黑二队有升級限制，維爾茨堡踢球者以順位第一升級德國足球乙級聯賽。
自2014年起，俱乐部的职业部门分拆成一家股份制企业，这是100%由主协会持股。